# Beutewaffe

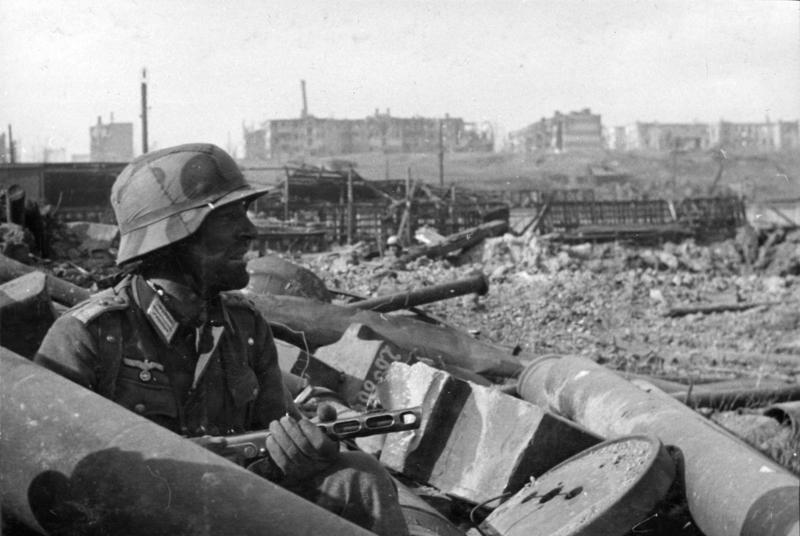
Wehrmachtssoldat mit erbeuteter PPSch-41 in Stalingrad (1942)

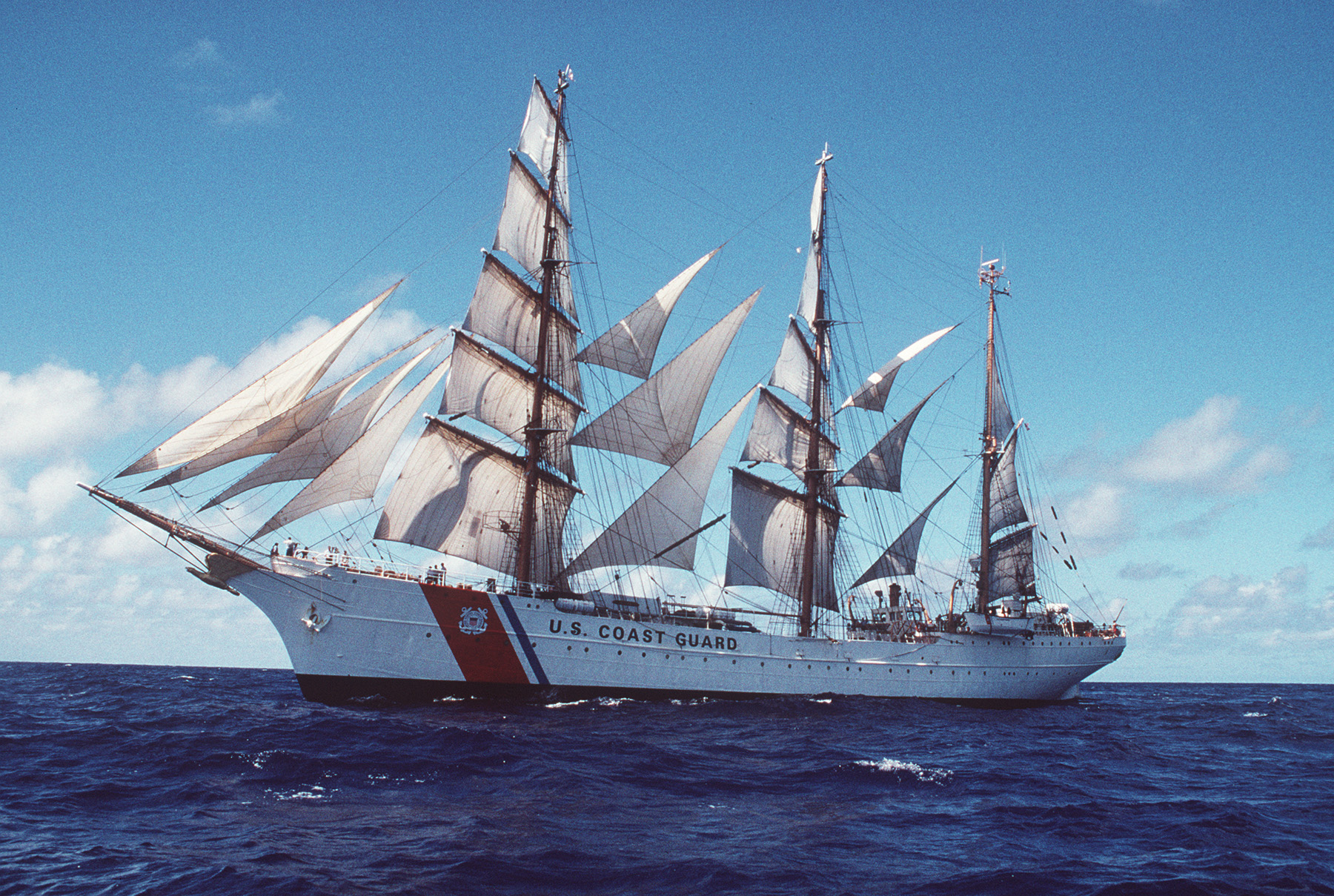
Segelschulschiff „Eagle“ der US Coast Guard, vormals „Horst Wessel“ der deutschen Kriegsmarine

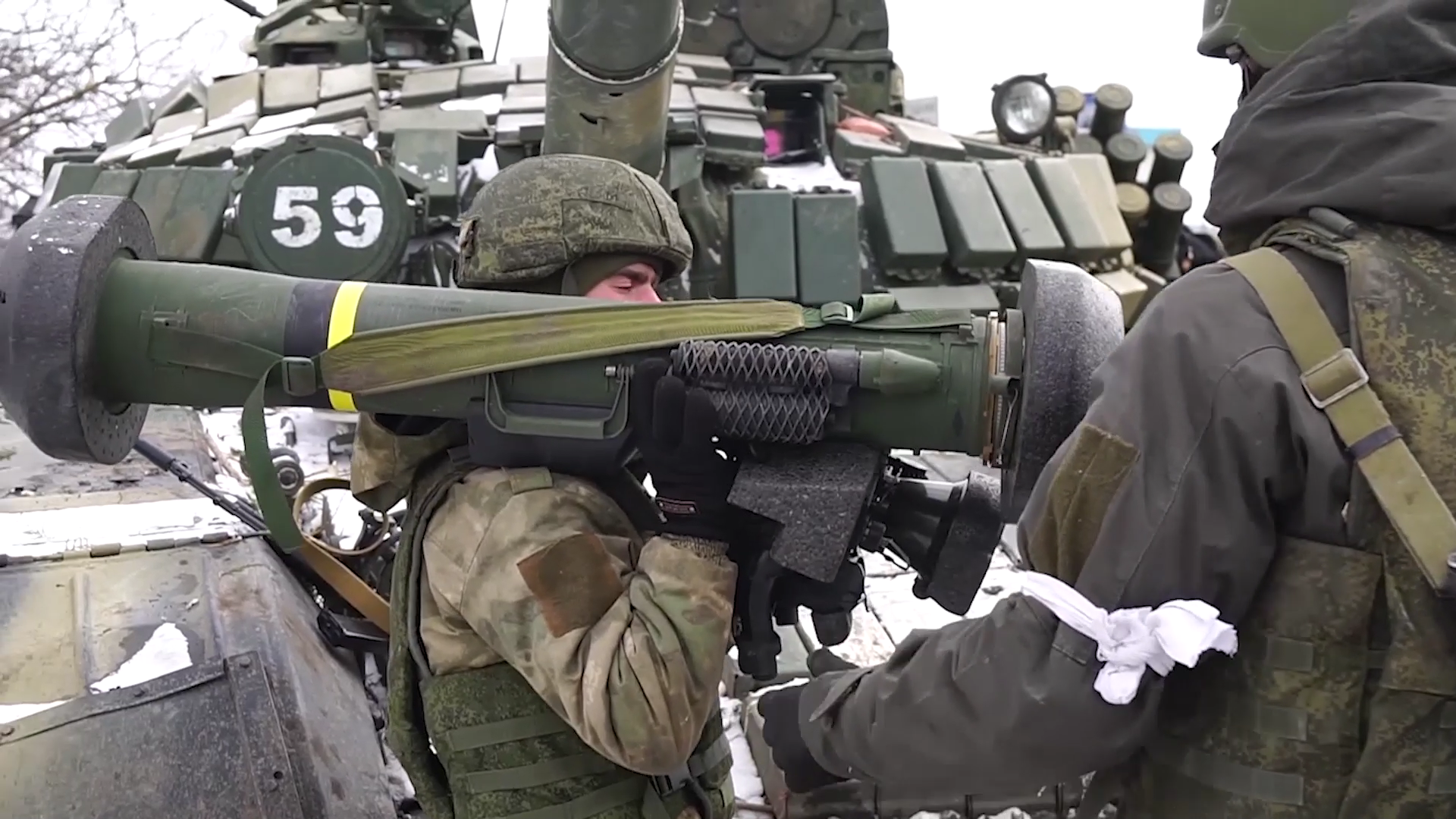
Im Russisch-Ukrainischen Krieg erbeutete US-amerikanische FGM-148 Javelin (2022)

Beutewaffen sind Waffen oder militärische Konterbande und Ausrüstungsgegenstände, die beschlagnahmt oder  erbeutet werden. Dies ist im Rahmen von Kampfhandlungen oder Okkupationen möglich, aber auch danach.
Die Beutewaffen werden, sofern sie militärischen Nutzen bringen und der Nachschub von Munition und Ersatzteilen sowie die Instandsetzung sichergestellt ist, oft als reguläre Waffen der Truppen genutzt. In vielen Fällen werden nicht nur Waffen erbeutet, sondern auch die Produktionsstätten. Dies steigert den militärischen Nutzen, da die Produktion gegebenenfalls weiter betrieben werden kann.
Erbeutete Produktionsstätten ermöglichen wichtige Einblicke in die Waffentechnologie des Feindes, welche für die (Weiter-)Entwicklung eigener Waffen von großem Nutzen sind. Manchmal erlauben auch erbeutete Waffen dies, vor allem dann, wenn es sie noch nicht lange gibt und/oder wenn die eigenen Truppen noch nicht häufig gegen sie gekämpft haben.
Beutewaffen können neben dem direkten militärischen Nutzen auch als Trophäen fungieren, wenn es sich um besonders bekannte Waffen(systeme) handelt, die einen hohen symbolischen Wert haben, sie werden dann oft in besonderer Weise präsentiert oder aufbewahrt. Mitunter haben solche Präsentationen auch den Sinn, verdeckte Operationen nachzuweisen bzw. entsprechende Anschuldigungen glaubhaft zu machen.

## Geschichte der Beutewaffen
Die frühesten Umstände, Beutewaffen zu gewinnen, lagen darin, den jeweils unterlegenen Gegner seiner Waffen zu berauben. Geschichtliche Überlieferungen aus der Steinzeit sind nicht bekannt, man kann allerdings mit hoher Wahrscheinlichkeit von diesem Verhalten ausgehen. Die Schlachtfelder und ähnliche Orte wurden seit der vorchristlichen Zeit abgesammelt, exakte Zahlen zur Gewinnung von Beutewaffen sind hier ebenfalls ungewiss, wenn auch anzunehmen. Erst seit Beginn der Geschichtsschreibung sind Berichte zu Schlachten und dem Geschehen danach bekannt. Tacitus berichtet verschiedentlich über Plünderungen der Schlachtfelder. Auch im folgenden Verlauf der nachchristlichen Zeitrechnung erschien es vorteilhaft, die wertvollen Waffen der Gegner wenn möglich zu erbeuten. Zu den als wertvoll oder wichtig betrachteten Beutestücken wie beispielsweise zu Kanonen wurde von Fall zu Fall besonders darüber berichtet.
Mit Einführung von Serienfertigung für Waffen wurde eine entsprechende Logistik für die Bestände von Heeren der frühen Neuzeit sinnvoll. Analog dazu wurden auch erbeutete Waffen möglichst systematisch erfasst um die Ausrüstungsplanung der eigenen Kräfte zu verbessern. Im Ersten Weltkrieg wurden in zuvor nie gesehenem Umfang industriell gefertigte Waffen in das Kriegsgeschehen eingebracht. Dabei wurden Notizen und Erfahrungen zur Existenz und Brauchbarkeit unterschiedlichster Geräte gesammelt, an deren Auswertung zur Verbesserung der eigenen Ausrüstung alle Kriegsparteien interessiert waren.
Das deutsche Heereswaffenamt konnte in den 1930er Jahren basierend auf umfangreiche Sammlungen früheren Erkenntnissen einige mehrteilige Verzeichnisse herausgeben. Diese Verzeichnisse wurden im Rahmen von Dienstvorschriften veröffentlicht und sind für den Bereich der Beutewaffen als Kennblätter fremden Geräts bekannt.

## Vorteile von Beutewaffen

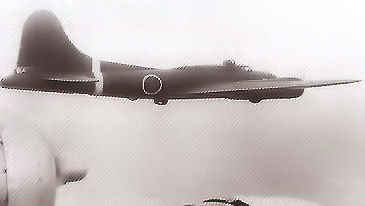
Nach einer Bruchlandung von Japanern erbeutete und anschließend reparierte B-17E, an der Angriffstaktiken erprobt und geübt wurden (1942)

Anhand dieser Waffen und Ausrüstungsgegenstände kann der Gegner den Stand der Militärtechnik erkennen und beispielsweise durch Nachbauten daraus Nutzen für die eigene Streitmacht ziehen. Auf diesem Wege kann ihm der Zufall Informationen in die Hand spielen, die sonst nur durch aufwändige Spionageaktionen zu beschaffen gewesen wären. Ein bekanntes Beispiel für die Auswirkungen von Beutewaffen ist die Erbeutung der Verschlüsselungsmaschine Enigma. Beutewaffen können auch als Vorbild bzw. Inspiration für eigene Entwicklungen dienen. So erbeutete die israelische Armee während des Sechstagekriegs Sturmgewehre vom Typ AK-47, welche Vorlage für das Galil waren.
Ein weiterer Vorteil kann darin bestehen, dass die Erbeutung von funktionstüchtigen Waffen die eigene Kampfstärke erhöht. Dies gilt insbesondere dann, wenn die eigene Produktion von Rüstungsgütern zu gering ist, Nachschubprobleme bestehen oder die fremden Waffen den eigenen überlegen sind.

## Nachteile von Beutewaffen

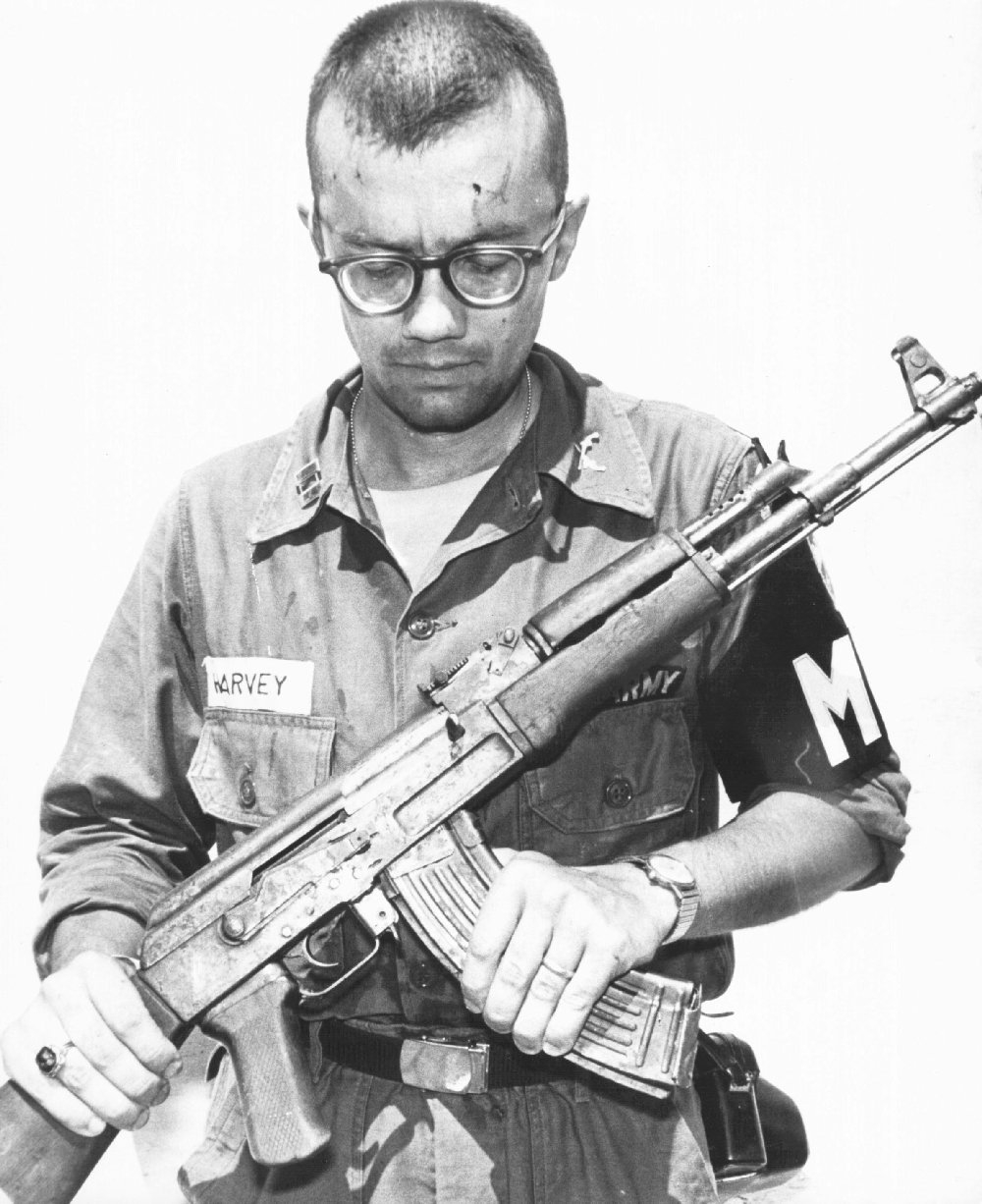
US-amerikanischer Militärpolizist inspiziert eine im Vietnamkrieg erbeutete AK-47 (1968)

Der Einsatz von Beutewaffen in der eigenen Armee war, insbesondere in den kriegerischen Konflikten bis in das 19. Jahrhundert hinein, wegen der technischen Vergleichbarkeit der Bewaffnungen meist einfach möglich. Die damaligen Vorderlader hatten meist keine gezogenen Läufe, so dass die Kugel im Lauf relativ lose durch den Lauf abgefeuert wurde und Abweichungen im Kaliber unerheblich waren. In den späteren Konflikten gab es beim Einsatz solcher Waffen recht häufig logistische Probleme (beispielsweise in der Ersatzteil- und Munitionsbeschaffung und in der Kennzeichnung) sowie Schwierigkeiten bei der Bedienung fremden Geräts.
Schwerwiegender ist die beim Einsatz von Beutewaffen bestehende Gefahr des Eigenbeschusses, also des irrtümlichen Beschusses durch eigene oder verbündete Kräfte. Typische Merkmale des erbeuteten Kriegsgerätes (Silhouette, Motorengeräusch) führten in der Vergangenheit oft zu folgenschweren Verwechslungen. Markante Beispiele für die missglückte – und schließlich abgebrochene – Verwendung feindlicher Technik sind der Einsatz von sowjetischen mittleren Kampfpanzern T-34 durch die deutsche Wehrmacht und der Einsatz von britischen Lancaster-Bombern durch die deutsche Luftwaffe im Zweiten Weltkrieg.
Obwohl die Verwechslungsgefahr bei schwerem Gerät noch am ehesten gegeben ist, besteht sie auch bei der Anwendung von leichten Infanteriewaffen. Das Kalaschnikow-Sturmgewehr etwa unterscheidet sich in seiner akustischen Signatur eindeutig von westlichen Gewehren. Beim Kampf unter Bedingungen eingeschränkter Sicht – etwa bei Nacht oder bei schlechtem Wetter – sowie im unüberschaubaren Dschungel- oder Häuserkampf kann dies auch unter Infanteristen zu Verwechslungen führen. So war es beispielsweise den US-amerikanischen Soldaten (bis auf Spezialkräfte, die hinter den feindlichen Linien operierten) im Vietnamkrieg nicht erlaubt, vom Vietcong und der Nordvietnamesischen Volksarmee erbeutete Kalaschnikows  einzusetzen, da sie so fälschlich als Feind erscheinen konnten.

## Erster Weltkrieg

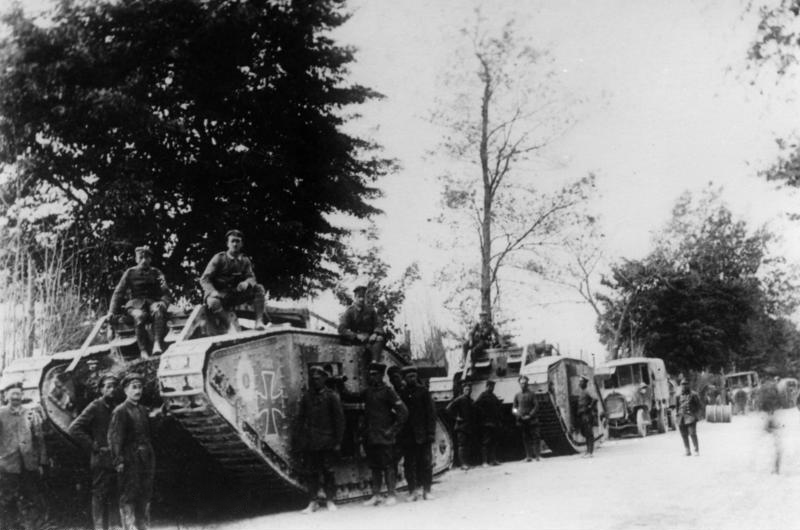
Deutsche Panzerschwadron mit britischen Beutepanzern (1918)

Das deutsche Heer wählte bereits Ende des 19. Jahrhunderts bei der Einführung der Feldkanone C/96 als Standardkaliber für seine Feldartillerie 77 mm, im Gegensatz zu den sonst verbreiteten 75 und 76,2 mm. Grund dafür war, dass so im Falle eines Krieges erbeutete fremde Geschütze auf 77 mm aufgebohrt werden und mit eigener Munition weiter verwendet werden konnten. Dagegen konnten erbeutete deutsche Geschütze von den Gegnern nicht auf das eigene Kaliber umgerüstet werden.
Große Bestände an der Ostfront erbeuteter russischer Geschütze und Munition machten es möglich, deutsche Artillerieeinheiten mit rein russischem Material aufzustellen (z. B. selbständige Feldartillerie-Batterien).
Die deutsche Panzertruppe war im Ersten Weltkrieg überwiegend mit Beutepanzern ausgerüstet. Bis Ende September 1918 waren insgesamt 170 gegnerische Panzer in verwendungsfähigem Zustand erbeutet worden. Zu diesem Zeitpunkt wurden 35 davon einsatzbereit gemeldet. Dagegen wurden vom eigenen Modell A7V insgesamt nur 20 Stück gebaut.
Bewaffnet waren letztere mit erbeuteten belgischen 5,7-cm-Kasematt-Schnellfeuergeschützen des Typs Maxim-Nordenfeldt. Nach einigen Versuchen legte die Oberste Heeresleitung fest, alle zum Wiedereinsatz gebrachten erbeuteten britischen Mark IV und Mark V ebenfalls mit diesen Waffen auszurüsten.

## Zweiter Weltkrieg

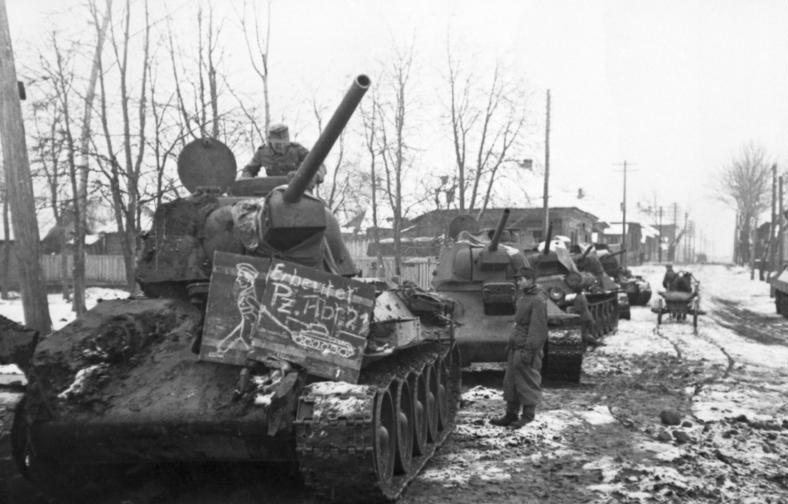
Von der Wehrmacht erbeutete T-34 (1944)

### Einsatz von Beutewaffen durch die deutsche Wehrmacht
Bereits vor dem Ausbruch des Zweiten Weltkriegs 1939 führte das Heereswaffenamt ein System ein, um die Daten aller bekannten ausländischen Waffen und sonstigen Militärgeräts (z. B. Kraftfahrzeuge) systematisch zu erfassen. Diese wurden in einer Loseblattsammlung mit dem Titel Kennblätter fremden Geräts gesammelt. Diese Sammlung, die in insgesamt 14 Bände eingeteilt war, wurde laufend ergänzt, wenn neue Waffen und Geräte in deutsche Hände fielen.
Jeder Waffe und jedem Gerät wurde eine Fremdgerätenummer zugewiesen. Diese bestand in der Regel aus der deutschen Bezeichnung des jeweiligen Objekts, einer (meist dreistelligen) Zahl sowie in Klammern einem Kleinbuchstaben, der auf das Herkunftsland verwies.
| Buch- stabe | Bedeutung    |
| ----------- | ------------ |
| (a)         | amerikanisch |
| (b)         | belgisch     |
| (d)         | dänisch      |
| (e)         | englisch     |

| Buch- stabe | Bedeutung   |
| ----------- | ----------- |
| (f)         | französisch |
| (g)         | griechisch  |
| (h)         | holländisch |
| (i)         | italienisch |

| Buch- stabe | Bedeutung      |
| ----------- | -------------- |
| (j)         | jugoslawisch   |
| (n)         | norwegisch     |
| (ö)         | österreichisch |
| (p)         | polnisch       |

| Buch- stabe | Bedeutung     |
| ----------- | ------------- |
| (r)         | russisch      |
| (s)         | schweizerisch |
| (t)         | tschechisch   |
| (u)         | ungarisch     |

Beispiele:
Baugleiche Waffen, die in unterschiedlichen Ländern erbeutet wurden, bekamen die gleiche Nummer, jedoch unterschiedliche Buchstaben für das Ursprungsland. In manchen Fällen wurden aber auch verschiedenartigen Waffen die gleiche Nummer zugeteilt; so wurde etwa der sowjetische Panzer T-34 zum Pz.Kpfw. 747(r), der amerikanische M3 Lee/Grant dagegen zum Pz.Kpfw. 747(a).
| Waffe bzw. Gerät                     | deutsche Bezeichnung                |
| ------------------------------------ | ----------------------------------- |
| Pistole Colt M1911                   | Pistole 660(a)                      |
| Selbstladegewehr M1 Garand           | 7,62 mm SlGew 251(a)                |
| Maschinenpistole PPSch-41            | 7,62 mm MP 716(r) 7,62 mm MP 717(r) |
| 2-cm-Panzerbüchse Solothurn S18/1100 | 2 cm PzB 785(s), (i) oder (h)       |
| 76-mm-Divisionskanone M1942 (SiS-3)  | 7,62 cm FK 288(r)                   |
| Infanteriepanzer Matilda II          | Inf.Pz.Kpfw. Mk. II – 748(e)        |

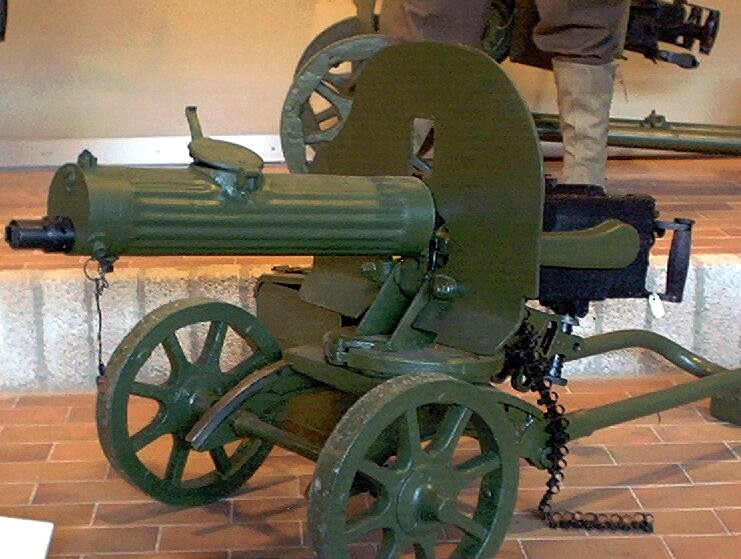
7,62 mm sMG 216(r)

Waffen, von denen unterschiedliche Versionen existierten, wurden teilweise durch einen Schrägstrich und eine nachgestellte Ziffer unterschieden. So wurde der sowjetische 82-mm-Granatwerfer BM-37 als 8,2 cm GrW 274/2(r) bezeichnet, die ähnlichen Modelle von 1936 und 1941 dagegen als 8,2 cm GrW 274/1(r) bzw. 8,2 cm GrW 274/3(r). In manchen Fällen bekamen sie dagegen auch unterschiedliche Nummern – so wurden die schweren sowjetischen Kampfpanzer KW-1 in der ursprünglichen Ausführung als Pz.Kpfw. KW Ia – 753(r) bezeichnet, die späteren Versionen mit Zusatzpanzerung als Pz.Kpfw. KW Ib – 755(r).
Ausnahmen von dieser dreistelligen Nummerierung gab es vor allem für die zahlreichen Waffen und Geräte, die bereits vor der Einführung des Systems in deutschen Besitz gelangt waren. In großem Maßstab geschah dies vor allem beim Anschluss Österreichs im März 1938 und bei der Zerschlagung der Rest-Tschechei im März 1939. Als Beispiele seien hier genannt der Panzerkampfwagen 38(t) oder die Maschinenpistole 34(ö), die nach ihrem Herstellungsjahr benannt worden waren.
Manche Beutewaffen wurden auch an andere Achsenmächte weitergereicht, so z. B. Dewoitine D.520 an Bulgarien.

### Einsatz von Beutewaffen durch die Alliierten
Obwohl insbesondere in der zweiten Kriegshälfte beträchtliche Mengen deutscher Ausrüstung in alliierte Hände fielen, überwogen meist die logistischen Probleme bei der Versorgung mit Ersatzteilen und Munition die Ressourcenersparnis bei der Herstellung. So wurde das 1941 von der Royal Navy erbeutete deutsche U-Boot U 570 als HMS Graph in Dienst gestellt, aber noch während des Krieges aufgrund Ersatzteilmangels ausgemustert. Die Weiterverwendung beschränkte sich daher meist auf wenige exzellente Waffen wie die deutsche 8,8-cm-FlaK (für die die US Army im Juni 1943 sogar eigens ein englischsprachiges Handbuch druckte) oder auf den Einsatz in Tests.
Beutewaffen waren oft auch die einzigen Waffen, an die Partisanen oder Widerstandskämpfer gelangen konnten. Die Alliierten lieferten daher die Maschinenpistole United Defense M42 an Widerstandsgruppen, da sie für die Verwendung von deutscher Parabellum-Munition konzipiert war. Beim Aufstand im Warschauer Ghetto (19. April – 16. Mai 1943) erbeuteten jüdische Widerstandskämpfer einige Waffen der Wehrmacht; einige ihrer Aktionen zielten vor allem darauf, an solche Waffen zu gelangen.
Die Tschechoslowakei, deren moderne Rüstungsindustrie im Krieg nicht nur die eigenen Produkte wie den ČKD-Praga TNH für die Wehrmacht produzieren musste, sondern auch u. a. die Messerschmitt Bf 109 und den Schützenpanzerwagen Sd.Kfz. 251, stellte diese in modifizierter Form als Avia S-199 und OT-810 weiterhin her.
Auch in Frankreich, wo Morane-Saulnier den Fieseler Storch für die deutschen Besatzer fertigen musste, produzierte man das bewährte Aufklärungsflugzeug noch lange Jahre als „Criquet“ mit Sternmotor statt des ursprünglichen Reihenmotors. Aus verbliebenen Ersatzteilen von BMW R 75 und 71 fertigte man die CMR 73, die insbesondere als repräsentatives Eskortenmotorrad für Staatsgäste zum Einsatz kam.

Panzer IV und Sturmgeschütz III im Panzermuseum von Latrun: Zuerst von Frankreich erbeutet, dann Syrien überlassen und im Sechstagekrieg von Israel erbeutet

 Obwohl infolge der bedingungslosen Kapitulation noch größere Mengen deutscher Waffen in alliierten Besitz gelangten, erfolgte ihre Weiterverwendung nur in geringem Umfang, da aufgrund des Friedens die meisten der Siegerstaaten ihre eigenen Waffenbestände ohnehin reduzierten und viele deutsche Gerätschaften inzwischen auch veraltet waren. Moderne Flugzeugtechnologie wie Strahlmaschinen und Radar wurde hingegen zu Erprobungszwecken zum Beispiel in der Operation Seahorse in die USA verbracht. Frankreich hingegen verwendete in seinem Heer in größerem Umfang deutsche Beutewaffen weiter, da es anders als USA und Großbritannien keine Probleme mit dem metrischen System hatte und seine eigenen Streitkräfte und Rüstungsindustrie erst wieder aufbauen musste. So wurden zwei Panzerregimenter (das 503. sowie die 6. Kürassiere) mit Panthern ausgestattet. Einiges davon gelangte später auch zu den Streitkräften ehemaliger Kolonien wie Syrien.
Aufgrund des langen Nutzungszyklus wurden Kriegsschiffe von den Siegern in größerem Umfang weiterverwendet als das Großgerät der Land- und Luftstreitkräfte. So wurden alle bis Kriegsende für Deutschland hergestellten Segelschulschiffe der Gorch-Fock-Klasse von alliierten Marinen übernommen. Die US Navy stellte jedoch den Großteil ihrer Beuteschiffe nicht in Dienst, sondern verwendete sie als Zielschiffe für Atomwaffentests.

### Schweiz
Die Schweiz war zwar neutral und konnte daher Ausrüstungsgegenstände der Kriegsparteien nicht im eigentlichen Sinn erbeuten, dennoch gelangten im Kriegsverlauf einige notgelandete und noch flugtaugliche Flugzeuge in ihren Besitz. Maschinen und Besatzungen wurden interniert. Zumindest ein Flugzeug, eine P-51 „Mustang“ der USAF wurde vorübergehend mit Schweizer Hoheitsabzeichen versehen und bis Kriegsende dem Überwachungsgeschwader zugeteilt.

## Seit 1945

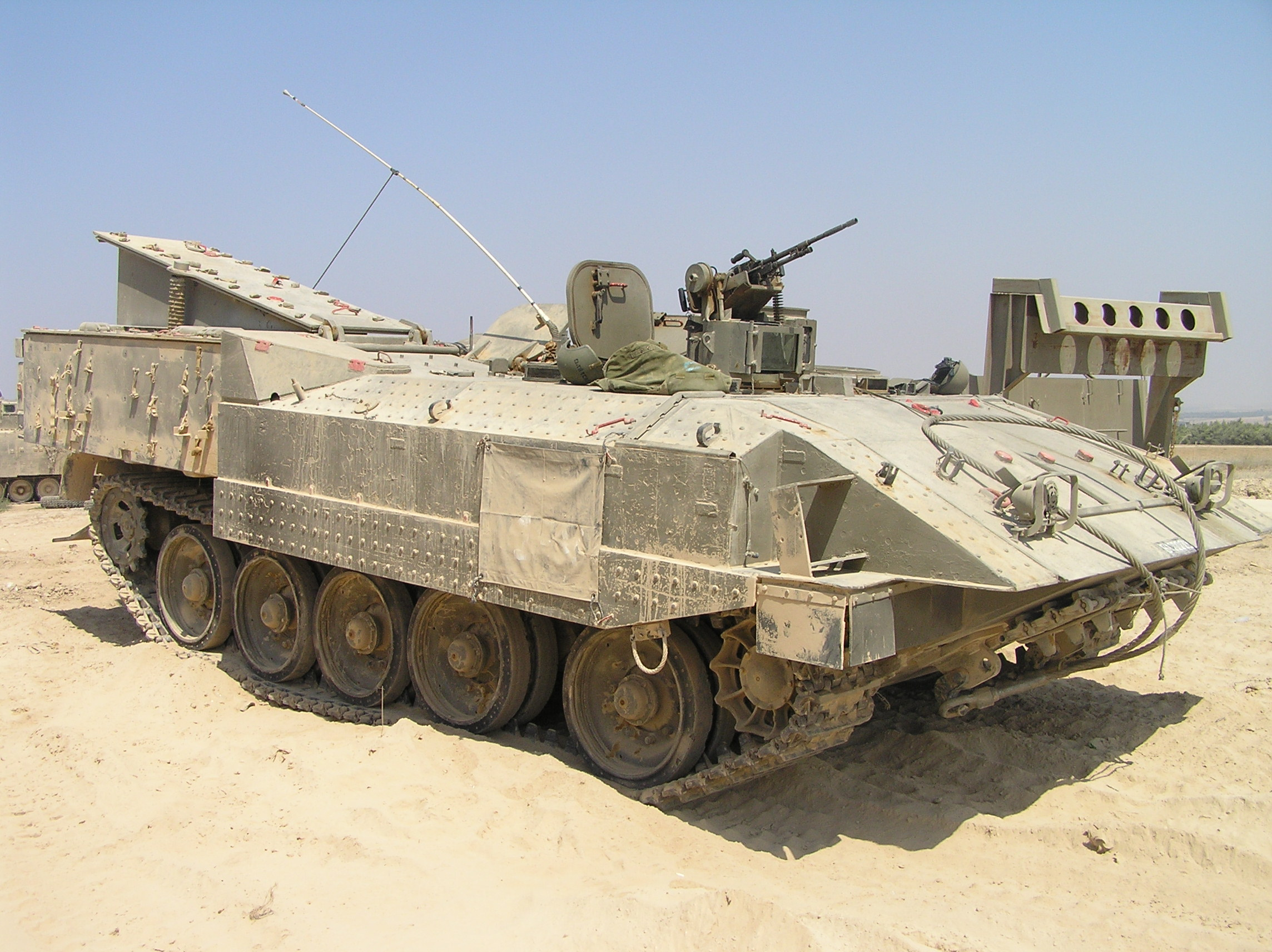
Mannschaftstransportwagen Achzarit

Deutschland und Israel kooperieren seit langem auf dem Gebiet der Waffentechnologie. In den Kriegen mit Ägypten, Jordanien, Syrien und dem Libanon erbeutete Israel große Mengen an Waffen, vor allem sowjetischer Bauart. Diese Beutewaffen wurden teilweise zur genauen Analyse nach Deutschland gebracht. Während des Kalten Kriegs waren die daraus gewonnenen Erkenntnisse sehr hilfreich und flossen in die Konstruktion neuer Waffen ein. Sehr wichtig waren sie außerdem für die taktische Ausrichtung der Streitkräfte.
Öffentlich wurde die Kooperation auch, als der BND im Herbst 1991 versuchte, über den Hamburger Hafen Panzer der ehemaligen NVA nach Israel zu schmuggeln. Israels Interesse bestand darin, die Waffen genauer zu analysieren, da baugleiches Gerät von den Truppen einiger an Israel angrenzenden Staaten eingesetzt wurde bzw. wird.
Israel setzt Beutewaffen auch selbst ein. So entstand aus einem Umbau erbeuteter T-54-/T-55-Panzern der schwere Mannschaftstransportwagen Achzarit. Der 1956 von Ägypten erbeutete Geleitzerstörer Ibrahim el Awal (brit. Hunt-Klasse) wurde als INS Haifa in Dienst gestellt.
Im Russisch-Ukrainischen Krieg 2022 erbeuteten die russischen Streitkräfte moderne westliche Waffen wie Javelin und NLAW von der Ukrainischen Armee und schult daran systematisch Armeeangehörigen der Volksrepubliken Lugansk und Donezk. Die amerikanische Zeitschrift Foreign Policy berichtete im September 2022 von etwa 200 gepanzerten Fahrzeugen, die von der ukrainischen Armee erbeutet und in provisorischen Werkstätten in Charkiw repariert worden seien.